# نیکولا تالامو
نیکولا تالامو (انگلیسی: Nicola Talamo؛ زادهٔ ۸ آوریل ۱۹۹۶) بازیکن فوتبال است.
از باشگاه‌هایی که در آن بازی کرده‌است می‌توان به باشگاه فوتبال آلساندریا اشاره کرد.